# Ammobates vinctus
Ammobates vinctus är en biart som beskrevs av Carl Eduard Adolph Gerstäcker 1869. Ammobates vinctus ingår i släktet Ammobates och familjen långtungebin. Inga underarter finns listade i Catalogue of Life.